# Ілля (Ноздрін)
Схиархімандрит Ілля Ноздрін (при народженні рос. Алексей Афанасьевич Ноздрин; нар. 8 березня 1932, с. Становий Колодез Орловського району — 15 березня 2025, Оптина пустинь) — один з найвідоміших православних священнослужителів Російської Православної Церкви, входить до громади знаменитого Оптиного монастиря. Ілля Ноздрін також є духовним батьком Патріарха Московського і всієї Русі Кирила.
Після служби в армії навчався в Серпухівському технікумі механіки (1955—1958).
Відразу після закінчення технікуму був розподілений в місто Камишин Волгоградської області на будівництво бавовняного заводу. Потім він був прийнятий до Саратовської семінарії, а після її закриття продовжив навчання в Петербурзькій семінарії. Також у Петербурзі він вирішив прийняти чернецтво, отримавши ім'я Ілля.
Десять років отець Ілля Ноздрін трудився в Псково-Печерському (Псково-Печерському) монастирі. Потім, навесні 1978 року, він переїхав до монастиря св. Пантелеймона зі Святої Гори Афон.
У 1989 році отець Іліє повернувся в Росію і був прийнятий в громаду Оптиної обителі, яка тільки починала відновлюватися. Тут він постригся у велику схиму, отримавши ім'я Ілля. Ілля Ноздрін проживав в Передєлкіно, на території місцевого монастиря.
Ілій активно підтримав російське вторгнення в Україну, неодноразово висловлювався на підтримку російської влади, називаючи Путіна богообраним керівником. На думку Іллі Ноздріна для перемоги у російсько-українській війні необхідні три речі: заборонити аборти, заборонити лайку і поховати тіло Леніна.